# Tipula justa
Tipula justa är en tvåvingeart som beskrevs av Alexander 1935. Tipula justa ingår i släktet Tipula och familjen storharkrankar. Inga underarter finns listade i Catalogue of Life.